# Hondje (Linda van Boven)
Hondje is een artistiek kunstwerk in Amsterdam-West.
Via de officiële instantie die beheer voert over kunst in de openbare ruimte is weinig bekend over dit werk: "Bronzen hondje op een kademuurtje van de Erasmusgracht". Ook de site Buitenbeeldinbeeld vermeldt geen gegevens.
Volgens de kunstenaar Linda van Boven maakte het beeld deel uit van een tunnelproject uit de jaren negentig. Sommige verkeerstunnels waren dermate betonachtig en donker dat ze een onveilig gevoel gaven. Een aantal instanties zoals "Kunst Oude Stad" (KOS) en "Algemeen Beheer Gemeentelijke Dienst" (AJBZ) zagen wel wat in kunstwerken om de donkere gangen op te fleuren. Ideeën werden in de zomer van 1995 tentoongesteld in de Stopera, waarna uitwerking begon. Een van die tunnels was de verlenging van de Leeuwendalersweg komend vanaf het Gulden Winckelplantsoen onder de Rijksweg 10 door (Leeuwendalerswegbrug). Van Boven maakte voor die onderdoorgang twee bronzen hondenbeeldjes alsmede een wisselende galerij met afbeeldingen van een man met hond die de tunnel in loopt. Één van de bronzen hondjes werd al snel gestolen en toen het project afgerond was, verdween ook de galerij met afbeeldingen. Het dan “eenzame” hondje, waarvoor haar eigen hond model stond, moest een nieuwe plaats krijgen. Ze kwam in 2002 daarbij op een keermuur nabij de Saïdja en Adindabrug in de Hoofdweg over de gracht. Deze keermuur ondersteunt een terras op het talud van de brug. Langs het beeld lopen dagelijks tientallen voetgangers al dan niet met hond, komend van gaand naar een waterscheiding tussen de waterhuishouding van het Erasmuspark en de Erasmusgracht.  
Een later werk dat in hetzelfde project is gemaakt in de Vlucht van een kaketoe van Jeroen Werner in Amsterdam-Zuid.